# Allium sulaimanicum
Allium sulaimanicum — вид квіткових рослин з підродини цибулевих (Allioideae). Ендемік пн. Пакистану.

## Характеристика
Вид характеризується довгими пагоновими циліндричними кореневищами дорослих рослин, циліндричними цибулинами, лінійними листками з дрібними м'якими волосками вздовж жилок, дзвінчатою оцвітиною і гострими листочками оцвітини від білих до кремово-білих, яйцюватих або еліптичних завдовжки 4,5–5 мм, з коричневими або пурпуровими жилками, тичинки довжиною або трохи довші за листочки оцвітини, від жовтого до цегляно-червоного кольору пиляки. Наявність довгих трав'янистих кореневищ вказувала на серйозну ізоляцію нового виду; отже, пропонується нова секція Sulaimanicum для розміщення нового виду. Новий вид є диплоїдним з числом хромосом 2n = 16.